# 火影忍者疾風傳劇場版：牽絆
《火影忍者疾風傳劇場版：絆》是《火影忍者疾风传》剧场版系列的第二部，於2008年8月2日開始在日本戲院正式上映。

## 上映
- 日本為2008年8月2日上映
- 台灣為2009年1月30日上映
- 香港為2009年1月29日上映

## 內容提要
神秘的忍者軍團襲擊木葉忍村！原來他們是「空之國」忍者—空忍，從前被木葉消滅的國家。他們用上現代化兵器展開排山倒海的攻勢，令到木葉瀕臨滅國危機。醫術高明的神農及其徙弟亞丸到達木葉，希望木葉首領—綱手派出忍者小隊，前往亞丸的故鄉拯救鄉民。原來空忍亦襲擊亞丸的故鄉，尋找空忍的舊時總部遺址。
木葉首領—綱手於是命令奈良鹿丸和旗木卡卡西等人反擊空忍，而漩渦鳴人和春野櫻和日向雛田則跟隨神農回到亞丸的故鄉，發現了空忍的總部遺址，可是神農卻被空忍殺死了。另一方面，背叛了木葉的宇智波佐助受命於大蛇丸帶回曾賜予他再生禁術且已完全修練完成此術的男人亦是佐助認識的，也同時向亞丸的故鄉進發。在遺址內，被打肚子打到吐血的鳴人終於和佐助重聚了！佐助面對從前的鳴人和戰友們，到底是敵還是友？空忍襲擊目的到底是什麼？
忍者世界大戰，一觸即發。佐助和鳴人連場激戰，爆發牽絆故事！

## 空之國 空忍者村
在第二次忍界大戰期間向五大國宣戰，最後連同國家一起被木葉消滅；在本劇復出並再次向木葉宣戰，想統一整個忍界，最後敗在鳴人手上。

### 空忍首領
- 神農

聲優：石塚運昇
名義上是與弟子亞丸一道行醫的醫生，其醫術就連小櫻也甘拜下風，其真實身分是空忍的首領，企圖獲得零尾之力而征服忍者世界，也是練成大蛇丸想要的肉體活化跟肉體再生之人。體術十分強悍，在跟鳴人的戰鬥中，透過不斷的痛打鳴人的肚子將他不斷打趴。鳴人只被神農揍一下肚子就嘔吐了許多胃液並且不能動彈，之後鳴人再被打幾拳肚子就吐血了。
醫療忍術
掌仙術
醫療禁術·肉體活化
可以使自己的身體細胞活性化，藉此加強身體的能力。
醫療禁術·肉體再生
即使身體變得四分五裂，也能重組復活過來。
禁術
八門遁甲
肉體化生
以肉體活化跟肉體再生為基礎，加上零尾的闇黑查克拉而完成的禁術，能使施術者獲得究極的肉體，並能完全打開八門遁甲的八門也不死的地步。
體術·活性拳
八門全開加上闇黑查克拉的闇黑體術。（此招貫穿鳴人的肚子將他打到身體扭曲讓其吐血）
PS：黑色查克拉依使用方法的不同，目前已知除了能得到究極肉體外，還能復活靈（零）蛇。
忍法·超化神拳
八門全開加上闇黑查克拉的闇黑忍術，將闇黑查克拉凝聚成有如粒子般的查克拉球後，擊向對手。（重創了鳴人，將鳴人打趴）
零尾術式
從木葉得來的禁術，是用來操控零尾的術式。

### 空忍
一群掌握能靠著鐵製羽翼飛行天空「飛天之術」，並重視於現代化兵器攻擊的忍者。

## 前作与续作
前作火影忍者疾风传剧场版：鸣人将死

续作火影忍者疾风传剧场版：火意志的继承者

## 配音
- 漩渦鳴人：竹内順子（日）／蔣篤慧（台）／雷碧娜（港）
- 宇智波佐助：杉山紀彰（日）／林凱羚（台）／黃麗芳（港）
- 春野櫻：中村千繪（日）／丘梅君（台）／梁少霞（港）
- 日向雛田：水樹奈奈（日）／林凱羚（台）／林元春（港）
- 神農：石塚運昇（日）／林協忠（台）／朱子聰（港）
- 亞丸／雨琉／阿瑪魯：熊井統子（日）／曾允凡（台）／劉惠雲（港）

神農的徒弟，懂得醫術，本篇劇場版女主角。她是剧场版中继風花小雪、紫苑之后爱上鸣人的第三个女孩。
- 祭：日野聪（日）／郭馨雅（台）／曹啟謙（港）
- 奈良鹿丸：森久保祥太郎（日）／林協忠（台）／林丹鳳（港）
- 旗木卡卡西：井上和彥（日）／陳幼文（台）／雷霆（港）
- 秋道丁次：伊藤健太郎（日）／陳幼文（台）／伍秀霞（港）
- 油女志乃：川田紳司（日）／林協忠（台）／黃啟昌（港）
- 日向宁次：遠近孝一（日）／林凱羚（台）／袁淑珍（港）
- 纲手：胜生真沙子（日）／丘梅君（台）／許盈（港）
- 自来也：大塚芳忠（日）／陳幼文（台）／林保全（港）
- 大蛇丸：松本和香子（日）／陳幼文（台）／陳欣（港）

## 电影主题曲
No Rain No Rainbow/ HOME MADE家族
- 2008.7.23发售

是由2個MC(唱饒舌)、1個DJ組成的日本三人樂團，2005年時以一曲「Thank You!!」作為動畫<死神>的主題曲打響名號，之後推出的首張專輯「ROCK THE WORLD」首周即打進公信榜第5名，而這張專輯更創下在兩個月內都停留在榜上20名之內的高人氣，而此後所發行的專輯也全都打進公信榜前10名。

## 制作
- 原作：岸本斉史(集英社「周刊少年JUMP」連載)
- 導演：亀垣一
- 脚本：武上純希
- 角色设计：西尾鉄也
- 總作畫監督：佐佐木守
- 音楽：高梨康治 、刃-yaiba-

## 票房
全臺累計票房達到900萬新台幣。

## 外部連結
- 官方網站
- 台灣官方網站 （页面存档备份，存于）

1. ↑  
《送行者》2009台灣日片王 踩《波妞》吞5千萬 （页面存档备份，存于） 2009.12.23 蘋果日報